# 야마오 시오리

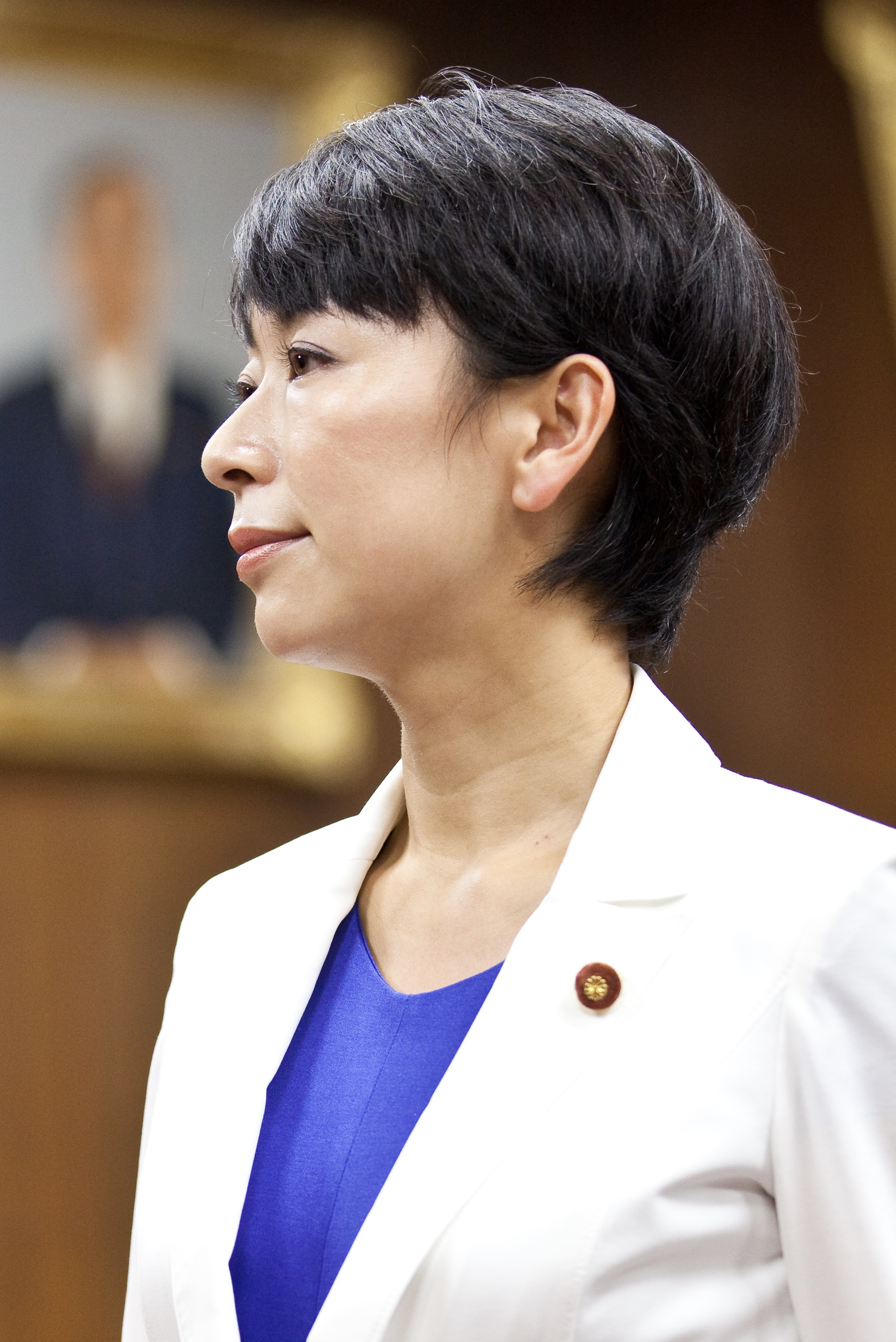
2012년 모습

야마오 시오리(일본어: 山尾志桜里, 1974년 7월 24일~)는 일본의 정치인이다. 마에하라 세이지 대표 아래에서 민진당 간사장으로 지명됐으나 9살 연하남과의 불륜 보도가 터지면서 물러났다. 전 국민민주당의 중의원 의원을 역임했다. 지역구는 아이치현 제7구인데 2021년 10월에 제49회 중의원 선거에 불출마를 선언했다.

## 생애
1974년 7월 24일 미야기현 센다이시에서 태어났다. 본래 의사를 장래 희망으로 삼았지만 고등학교를 들어간 후 법률가로 바꾸었다. 도쿄 대학 법학부를 졸업한 후 사법 시험에 검사로 합격해 여러 곳에서 활동하였다. 2009년 제45회 중의원 선거에서 민주당 소속으로 아이치 7구에 출마해 61%라는 압도적 득표로 당선되었다. 2012년 제46회 중의원 선거에서는 같은 지역구에서 낙선했으며 비례대표로도 부활하지 못했다. 2014년 제47회 중의원 선거에서는 지역구에서 다시 당선되면서 중의원에 재입성하였다.2021년 제49회 중의원 선거에 불출마를 선언했다.
민주당 의원 시절 간 나오토, 호소노 고시를 대표로 추천했던 그녀는 2016년 민진당이 결성되자 오카다 가쓰야 아래에서 정조회장으로 임명되었다. 이후 일본 내 보육원 문제를 집중적으로 제기해 유명세를 탔다. 2017년 마에하라 세이지 아래에서 간사장에 임명되었다. 그러나 곧이어 《주간문춘》이 그녀가 9살 연하의 변호사인 구라모치 린타로와 불륜 관계를 맺고 있다는 보도를 하자 내정이 취소되었고 그녀는 민진당을 탈당하였다. 같은해 치러진 제48회 중의원 선거에서 유권자들의 신뢰를 저버릴 수 없다는 이유로 지역구에 재출마해 경쟁자를 834표차로 꺾고 접전 끝에 당선되었다. 선거 후 입헌민주당에 입당을 했다가 에다노 유키오 대표의 리더십에 불만을 품고 탈당하였다.